# 國立柏林鑄幣廠

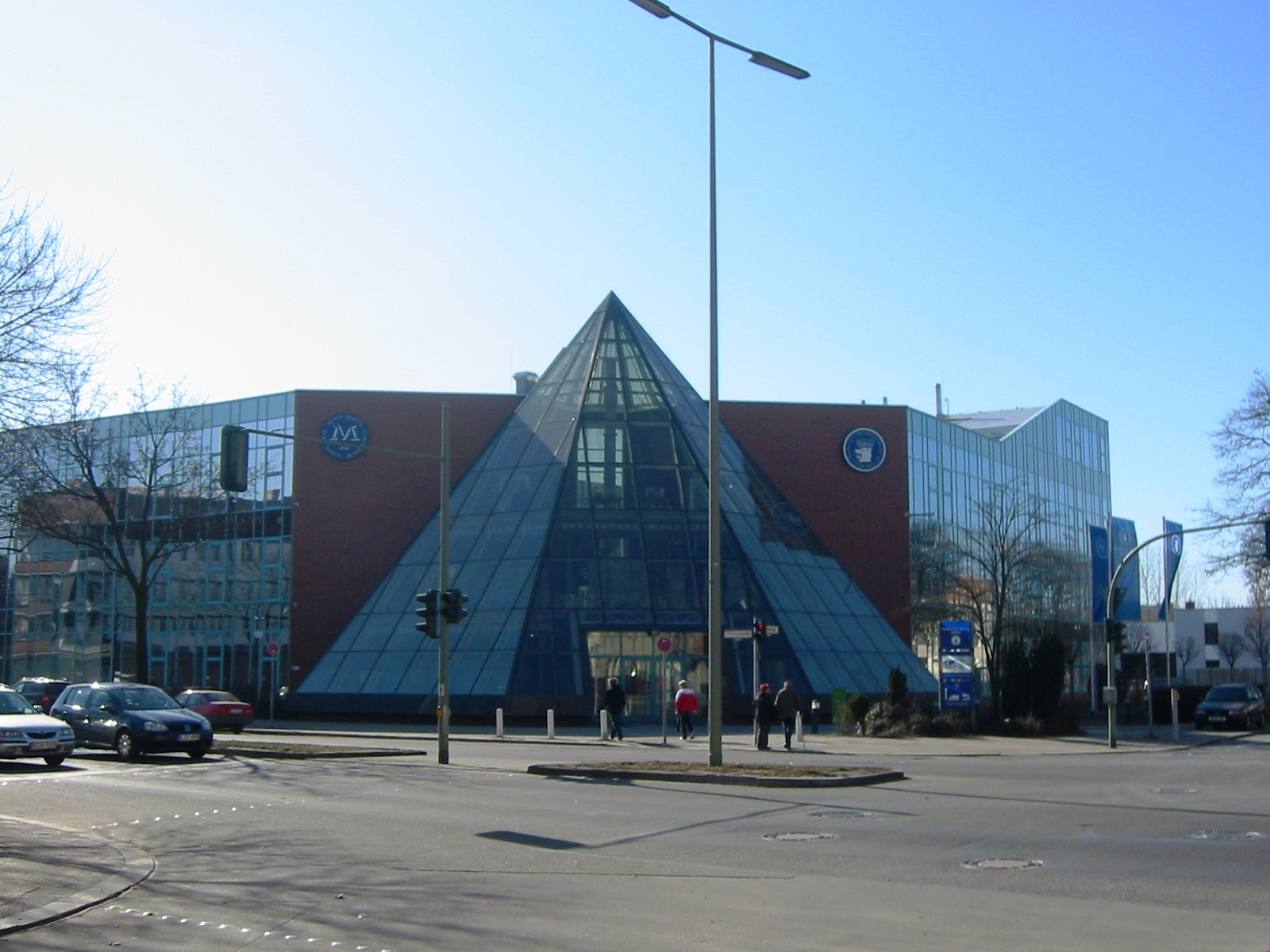

國立柏林鑄幣廠（德語：Staatliche Münze Berlin、是德國的四個鑄幣廠之一（另外三家是巴登-符騰堡、巴伐利亞、漢堡），鑄造德國流通的硬幣。柏林鑄幣廠首次被提及是在1280年。

## 外部連結
- Official website (in German)

52°34′22″N 13°19′49″E / 52.5728°N 13.3304°E